# Ekstraliga polska w rugby union (2021/2022)
Ekstraliga polska w rugby union (2021/2022) – sześćdziesiąty szósty sezon najwyższej klasy rozgrywek ligowych rugby union drużyn piętnastoosobowych mężczyzn w Polsce, rozgrywany jesienią 2021 i wiosną 2022. Tytuł mistrza Polski po raz pierwszy w historii zdobył Orkan Sochaczew, który w finale pokonał obrońców tytułu mistrzowskiego, Ogniwo Sopot. Trzecie miejsce zajęła Up Fitness Skra Warszawa. 

## System rozgrywek
Rozgrywki zaplanowano w systemie jesień – zima i podzielono na dwie fazy: zasadniczą i finałową. 
W fazie zasadniczej wszystkie drużyny ligi rozgrywały mecze systemem każdy z każdym, mecz i rewanż (runda jesienna i runda wiosenna). Za zwycięstwo drużyna otrzymywała 4 punkty, za remis 2 punkty, a za porażkę 0 punktów. Ponadto mogła w każdym meczu otrzymać 1 punkt bonusowy – za zdobycie co najmniej 4 przyłożeń lub za porażkę nie więcej niż siedmioma punktami. Walkower oznaczał wynik 25:0 oraz przyznanie zwycięskiej drużynie 5 punktów, a przegranej odjęcie 1 punktu. W przypadku równej ilości dużych punktów w tabeli ligowej, o klasyfikacji miały decydować kolejno: bilans bezpośrednich spotkań (mała tabela, uwzględniająca również punkty bonusowe), korzystniejszy bilans małych punktów, większa liczba zdobytych małych punktów, mniejsza liczba wykluczeń definitywnych, mniejsza liczba wykluczeń czasowych, wyższa lokata w poprzednim sezonie, losowanie.
W fazie finałowej zaplanowano dwa spotkania: drużyny sklasyfikowane na pierwszym i drugim miejscu tabeli fazy zasadniczej spotkały się w meczu finałowym, którego stawką było mistrzostwo Polski, a drużyny z trzeciego i czwartego miejsca – w meczu o trzecie miejsce. Gospodarzami tych spotkań były w obu przypadkach drużyny sklasyfikowane na wyższych miejscach w tabeli ligowej (czyli odpowiednio drużyny z pierwszego i trzeciego miejsca). Ostatnia drużyna Ekstraligi rozegrała mecz barażowy o prawo do gry w Ekstralidze w kolejnym sezonie ze zwycięzcą I ligi. Gospodarzem tego spotkania była drużyna, która broniła się przed spadkiem z Ekstraligi. W przypadku remisu w tych spotkaniach o zwycięstwie miał44a decydować 20-minutowa dogrywka, a następnie konkurs kopów na bramkę. 
W składzie drużyny wpisanym do protokołu zawodów każda drużyna mogła umieścić maksymalnie 5 zawodników, którzy nie mają uprawnienia do gry w reprezentacji Polski. Ponadto w składzie drużyny wpisanym do protokołu zawodów musiało znaleźć się co najmniej trzech zawodników urodzonych w 1998 lub młodszych, w tym co najmniej dwóch urodzonych w 2000 lub młodszych – za niezrealizowanie tego wymogu przewidziano karę odjęcia 1 punktu w tabeli rozgrywek.

## Uczestnicy rozgrywek
Do rozgrywek zakwalifikowano 10 drużyn:
| Drużyna                  | Lokata w poprzednim sezonie Ekstraligi |
| ------------------------ | -------------------------------------- |
| Ogniwo Sopot             | 1                                      |
| Master Pharm Rugby Łódź  | 2                                      |
| Orkan Sochaczew          | 3                                      |
| Up Fitness Skra Warszawa | 4                                      |
| Awenta Pogoń Siedlce     | 5                                      |
| Lechia Gdańsk            | 6                                      |
| Edach Budowlani Lublin   | 7                                      |
| Juvenia Kraków           | 8                                      |
| Arka Gdynia              | 9                                      |
| Posnania                 | 1 w I lidze                            |

## Faza zasadnicza
Start rozgrywek rundy zasadniczej zaplanowano na 21 sierpnia 2021, a koniec rundy jesiennej po rozegraniu dziewięciu kolejek fazy zasadniczej na 31 października 2021. Ostatecznie jesienią nie odbyła się jedna z zaplanowanych kolejek (odwołano ją z uwagi na mecz kadry juniorów w eliminacjach do mistrzostw Europy), a ostatnie jesienne spotkanie, zaległe, rozegrano 6 listopada 2021.
Przed rozpoczęciem sezonu wśród faworytów do mistrzostwa wymieniano Ogniwo Sopot, Orkana Sochaczew, Up Fitness Skrę Warszawa i Master Pharm Rugby Łódź. Te dwie ostatnie drużyny objęto jednak zakazem transferów spowodowanym niewypełnieniem wymogów dotyczących szkolenia młodzieży w poprzednim sezonie. Szczególnie boleśnie odczuła to drużyna z Łodzi, która straciła kilku kluczowych zawodników i jej start w rozgrywkach stał pod znakiem zapytania z powodu zbyt wąskiej kadry. Duże wzmocnienia pozyskał natomiast Orkan Sochaczew, a także Edach Budowlani Lublin. Decyzja o zakazie transferów w odniesieniu do Skry Warszawa została uchylona przez Trybunału Arbitrażowego ds. Sportu z przyczyn formalnych w lutym 2022, jednak Związek wyraził zgody na transfery przez ukarane wcześniej kluby dopiero pod koniec sezonu, na początku czerwca, umożliwiając pozyskanie nowych zawodników wyłącznie na dwie ostatnie kolejki spotkań.
Po meczach jesiennych liderem w ligowej tabeli było Ogniwo Sopot, a na kolejnych miejscach znajdowały się drużyny Orkana Sochaczew i Lechii Gdańsk. Wiosną kilkakrotnie o wynikach meczów decydowały organy Polskiego Związku Rugby. M.in. w przerwie zimowej Komisja Gier i Dyscypliny Polskiego Związku Rugby zweryfikowała jako walkower na korzyść Edachu Budowalnych Lublin wynik meczu z Ogniwem Sopot – z tego powodu Ogniwo spadło na czwartą lokatę, a liderem zostali lublinianie (z powodu udziału w spotkaniu zbyt wielu zawodników niemających prawa gry w reprezentacji Polski). Kilka miesięcy później Komisja Odwoławcza PZR uchyliła tę decyzję z przyczyn formalnych i przywróciła wynik z boiska. Z kolei nierozegrany z powodu zalegającego na boisku śniegu mecz Up Fitness Skry Warszawa z Edachem Budowlanymi Lublin został początkowo zweryfikowany jako walkower na korzyść Budowlanych, jednak ta decyzja została uchylona, a na koniec sezonu Polski Związek Rugby podjął decyzję, że mecz nie zostanie rozegrany.
Wyniki spotkań:
|                          | Ogniwo Sopot | Master Pharm Rugby Łódź | Orkan Sochaczew | Up Fitness Skra Warszawa | Awenta Pogoń Siedlce | Lechia Gdańsk | Juvenia Kraków | Edach Budowlani Lublin | Arka Gdynia | Posnania |
| Ogniwo Sopot             | –            | 13:17                   | 11:21           | 32:17                    | 48:14                | 27:24         | 40:22          | 56:19                  | 13:26       | 54:15    |
| Master Pharm Rugby Łódź  | 10:18        | –                       | 33:24           | 30:29                    | 30:10                | 16:27         | 20:13          | 26:38                  | 30:17       | 36:26    |
| Orkan Sochaczew          | 9:31         | 25:0 (wo.)              | –               | 16:7                     | 30:13                | 36:8          | 38:22          | 23:22                  | 48:26       | 47:18    |
| Up Fitness Skra Warszawa | 13:25        | 25:16                   | 12:12           | –                        | 54:8                 | 55:26         | 53:14          | –                      | 24:24       | 53:12    |
| Awenta Pogoń Siedlce     | 14:57        | 21:23                   | 5:57            | 20:29                    | –                    | 22:27         | 43:7           | 8:32                   | 32:20       | 24:37    |
| Lechia Gdańsk            | 23:38        | 34:7                    | 31:19           | 38:26                    | 40:12                | –             | 27:0           | 41:36                  | 30:26       | 38:25    |
| Juvenia Kraków           | 20:45        | 21:26                   | 10:52           | 3:43                     | 21:14                | 16:12         | –              | 11:31                  | 52:28       | 14:25    |
| Edach Budowlani Lublin   | 15:20        | 29:7                    | 7:45            | 24:27                    | 33:13                | 29:17         | 0:25 (wo.)     | –                      | 36:29       | 71:14    |
| Arka Gdynia              | 14:66        | 26:28                   | 11:33           | 19:45                    | 53:8                 | 22:22         | 27:8           | 30:17                  | –           | 57:26    |
| Posnania                 | 15:31        | 29:22                   | 28:52           | 14:62                    | 24:33                | 22:34         | 16:38          | 22:48                  | 24:37       | –        |

Tabela (w kolorze zielonym wiersze z drużynami, które awansowały do fazy finałowej, w kolorze żółtym drużyna, która grała w barażu o pozostanie w Ekstralidze):
| Pozycja | Drużyna                  | Mecze | Wygrane | Remisy | Porażki | Bilans punktów | Punkty bonusowe | Punkty razem |
| ------- | ------------------------ | ----- | ------- | ------ | ------- | -------------- | --------------- | ------------ |
| 1.      | Ogniwo Sopot             | 18    | 15      | 0      | 2       | 625:310        | 14              | 74           |
| 2.      | Orkan Sochaczew          | 18    | 14      | 1      | 3       | 587:297        | 12              | 70           |
| 3.      | Lechia Gdańsk            | 18    | 11      | 1      | 6       | 499:436        | 13              | 59           |
| 4.      | Up Fitness Skra Warszawa | 17    | 10      | 2      | 5       | 574:333        | 12              | 56           |
| 5.      | Edach Budowlani Lublin   | 17    | 9       | 0      | 8       | 487:414        | 13              | 48           |
| 6.      | Master Pharm Rugby Łódź  | 18    | 10      | 0      | 8       | 377:425        | 6               | 45           |
| 7.      | Arka Gdynia              | 18    | 6       | 2      | 10      | 492:542        | 9               | 37           |
| 8.      | Juvenia Kraków           | 18    | 5       | 0      | 13      | 307:540        | 6               | 26           |
| 9.      | Awenta Pogoń Siedlce     | 18    | 3       | 0      | 15      | 318:622        | 6               | 18           |
| 10.     | Posnania                 | 18    | 3       | 0      | 15      | 392:751        | 5               | 17           |

## Faza finałowa

### Mecz o trzecie miejsce
Wynik meczu o trzecie miejsce:
| 25 czerwca 202220:00 | Lechia Gdańsk | 6:26(6:6) | Up Fitness Skra Warszawa | Stadion Gdańskiego Ośrodka Sportu, Gdańsk Sędzia: Łukasz Jasiński |
| 25 czerwca 202220:00 |               | 6:26(6:6) |                          | Stadion Gdańskiego Ośrodka Sportu, Gdańsk Sędzia: Łukasz Jasiński |

### Finał
Mecz finałowy był zaciętym, wyrównanym spotkaniem. Orkan szybko wyszedł na prowadzenie 10:0, ale do przerwy Ogniwo doprowadziło do remisu. Po przerwie Ogniwo wyszło na prowadzenie, ale pod koniec meczu Orkan zdobył przyłożenie z podwyższeniem i wywalczył jednopunktowe zwycięstwo, sprawiając niespodziankę.
Wynik finału:
| 26 czerwca 202218:00 | Ogniwo Sopot                                            | 16:17(10:10) | Orkan Sochaczew                                                        | Stadion Miejski im. Edwarda Hodury, Sopot Sędzia: Dominik Jastrzębski |
| 26 czerwca 202218:00 | Wojciech Piotrowicz 11 (pd 3K), Kacha Kawataradze 5 (P) | 16:17(10:10) | Pieter Steenkamp 7 (2pd K), Mateusz Pawłowski 5 (P), Michał Kępa 5 (P) | Stadion Miejski im. Edwarda Hodury, Sopot Sędzia: Dominik Jastrzębski |

## Klasyfikacja końcowa
Klasyfikacja końcowa:
| Pozycja | Drużyna                  |
| ------- | ------------------------ |
| 1.      | Orkan Sochaczew          |
| 2.      | Ogniwo Sopot             |
| 3.      | Up Fitness Skra Warszawa |
| 4.      | Lechia Gdańsk            |
| 5.      | Edach Budowlani Lublin   |
| 6.      | Master Pharm Rugby Łódź  |
| 7.      | Arka Gdynia              |
| 8.      | Juvenia Kraków           |
| 9.      | Awenta Pogoń Siedlce     |
| 10.     | Posnania                 |

## Statystyki
Najskuteczniejszym graczem Ekstraligi został Pieter Steenkamp z Orkana Sochaczew z dorobkiem 221 punktów. 

## I liga i II liga
Oprócz Ekstraligi rozgrywki prowadzone były na dwóch niższych poziomach ligowych: w I i II lidze. W I lidze uczestniczyło sześć drużyn: beniaminkiem na tym poziomie byli KS Budowlani Commercecon Łódź, a spadkowiczem z Ekstraligi Sparta Jarocin. W II lidze brało udział pięć drużyn: spadkowiczem z II ligi była Wataha Zielona Góra, do rozgrywek zgłosiły się dwie nowe drużyny: Hegemon Mysłowice i Res Energy RT Olsztyn, natomiast nie zgłosiły się do udziału dwie ekipy grające rok wcześniej (Mazovia Mińsk Mazowiecki i rezerwy Juvenii Kraków). 
W obu ligach rozgrywki składały się z fazy zasadniczej i finałowej. W fazie zasadniczej drużyny z poszczególnych lig grały każdy z każdym, mecz i rewanż. W I lidze faza play-off składała się z dwumeczów półfinałowych, w których uczestniczyły cztery najlepsze drużyny fazy zasadniczej, finału i meczu o trzecie miejsce, a także dwumeczu o piąte miejsce. W II lidze w fazie play-off rozgrywany był dwumecz finałowy pomiędzy drużynami, które zajęły dwa pierwsze miejsca po fazie zasadniczej. Ostatnia drużyna I ligi spadała poziom niżej, a najlepsza II ligi awansowała poziom wyżej.
Mistrzem I ligi została Sparta Jarocin, dzięki czemu awansowała do meczu barażowego o prawo gry w kolejnym sezonie Ekstraligi. W finale zremisowała z Rugby Białystok, a o wyłonieniu zwycięzcy zadecydowało w kontrowersyjnych okolicznościach losowanie. Z kolei ostatnie miejsce zajęła Arka Rumia, spadając do II ligi. Mistrzem II ligi został Hegemon Mysłowice.
Końcowa klasyfikacja I i II ligi:
| I liga                           | II liga                  |
| -------------------------------- | ------------------------ |
| 1. Sparta Jarocin                | 1. Hegemon Mysłowice     |
| 2. Rugby Białystok               | 2. Wataha Zielona Góra   |
| 3. Legia Warszawa                | 3. Res Energy RT Olsztyn |
| 4. KS Budowlani Commercecon Łódź | 4. Rugby Ruda Śląska     |
| 5. AZS AWF Warszawa              | 5. Miedziowi Lubin       |
| 6. Arka Rumia                    |                          |

## Baraż o Ekstraligę
W barażu zwycięstwo odniosła broniąca się przed spadkiem Posnania.
Wynik meczu:
| 2 lipca 2022 | Posnania                                                                   | 59:34(28:15) | Sparta Jarocin | Stadion Posnanii, Poznań Sędzia: Mateusz Ingarden |
| 2 lipca 2022 | Daniel Gdula 44 (5P 8pd K), Michał Wrona 10 (2P), Bartosz Kubalewski 5 (P) | 59:34(28:15) | Kacper Włodarek 7 (2pd K), Jan Kajka 5 (P), Piotr Matuszak 5 (P), Bartosz Tondaś 5 (P), Bartosz Włodarek 5 (P), Adrian Jakubek 5 (P), Szymon Włodarek 2 (pd) | Stadion Posnanii, Poznań Sędzia: Mateusz Ingarden |

## Rozgrywki młodzieżowe
W zakończonych w 2022 rozgrywkach w kategoriach młodzieżowych mistrzostwo Polski wśród juniorów (U18) zdobyła drużyna KS Budowlanych Commercecon Łódź, a wśród kadetów (U16) Juvenia Kraków.